# Из могилы
«Из могилы» (англ. From Beyond the Grave) — фильм режиссёра Кевина Коннора, снятый в 1973 году. Картина входит в серию фильмов-антологий ужасов студии Amicus Productions.

## Сюжет
Четыре истории о покупателях различных предметов в антикварной лавке «Искушение».
1. The Gatecrasher. Эдвард Чарльтон приобретает в лавке антикварное зеркало. Его друзья, воодушевившись присутствием зеркала, предлагают провести спиритический сеанс. Чарльтон соглашается, в результате он вызывает к жизни обитателя зеркала, который требует от Эдварда «кормить» его. В итоге Чарльтону приходится приводить к себе домой людей и убивать их. Наконец хозяин зеркала говорит, что насытился, для окончательного перехода в мир людей ему не хватает только одного — отправить в иной мир того, кто вызвал его… Новые обитатели квартиры, воодушевлённые присутствием зеркала, решают провести спиритический сеанс, тогда хозяйка видит в зеркале лицо Эдварда.
2. An Act of Kindness. Кристофер Лоу, бывший военный, а ныне клерк, переживает семейный конфликт с женой Мейбл, которая постоянно пилит его за маленькую зарплату. Тогда Кристофер находит утешение в общении с другим ветераном — Андервудом, продающим на улице спички и шнурки. Для поднятия своего авторитета в глазах Андервуда, Лоу пытается купить в лавке орден, но после отказа торговца продать награду крадёт орден. Ветеран приглашает клерка домой, где знакомит его со своей дочерью Эмили. Между Эмили и Кристофером возникает сексуальная связь. Говоря, что хочет помочь Лоу, девушка проводит магический обряд, который должен убить его жену. Перед этим она настойчиво спрашивает у Лоу, желает ли он этого, и мужчина соглашается. Мейбл умирает, и Кристофер женится на Эмили. На свадьбе они собираются резать торт, где есть фигурки жениха и невесты. Эмили спрашивает Кристофера желает ли он, чтобы она разрезала торт. Тот соглашается, и когда нож в руке девушки разрезает голову жениха на торте, то Кристофер падает с разрубленной головой.
3. The Elemental. Реджи Уоррен покупает в лавке табакерку. По дороге в вагоне его домогается экстравагантная женщина, которая утверждает, что на плече мужчины сидит дух-элементаль. Напоследок дама всучивает Уоррену визитку — «мадам Орлофф, экстрасенс». Вернувшись домой, Уоррен отмечает странные вещи — кто-то странный постоянно терроризирует его жену Сьюзан и даже пытается её задушить. В итоге Реджи всё-таки приходится обратиться за помощью к мадам Орлофф. Та с воодушевлением принимается за работу, однако в итоге изгнания духа квартира оказывается совершенно разорённой, а экстрасенс требует немалую цену за свои услуги, но Реджи доволен результатом. Вечером супруги Уоррен отмечают удачное изгнание элементаля, однако вдруг они снова чувствуют присутствие духа. Реджи пытается подняться по лестнице, однако что-то сбрасывает его оттуда. Уоррен ждёт помощи от своей жены, однако та жестоко насмехается над мужем. Оказывается, дух, изгнанный из Реджи, вселился в Сьюзан. Теперь Реджи обречён.
4. The Door. Молодой человек Уильям Ситон приобретает в лавке старинную дверью со странной резьбой. Уильям решает использовать дверь для стенного шкафа, однако его жена Розмари говорит, что дверь это скорее подходит для какого-нибудь важного помещения или гостиницы. Ещё она говорит, что двери этой больше подходит синее освещение. Вечером Ситон открывает дверь, однако за ней оказывается не шкаф, а вход в какую-то старинную комнату, где всё обросло пылью и паутиной. Вся комната залита странным синеватым светом. На стене Уильям видит портрет господина в одежде XVII века. Почувствовав чьё-то присутствие, Ситон убегает из комнаты. Повторно открыв дверь, Уильям обнаруживает там лишь шкаф. Когда Ситон работает, дверь в таинственную комнату снова открывается. Уильям снова заходит туда и читает дневник, принадлежавший одного из чернокнижников эпохи Карла II, откуда молодой человек узнаёт, что комната — ловушка душ. В это время появляется и сам колдун. Уильям пытается спастись в своей квартире, однако все двери в ней оказываются заперты — кроме двери в комнату. Колдун хватает Розмари и зовёт Ситона последовать за ним. Однако Уильяма не устраивает подобное развитие событий — он хватает топор и рубит дверь. В итоге колдун получает раны и в конце концов погибает. Уильям и Розмари ставят прежнюю дверь.
5. В лавку проникает грабитель, которому владелец передаёт антикварные пистолеты. Грабитель сразу же наставляет их на хозяина лавки и растерявшись стреляет. Однако пули не вредят странному хозяину. Пятясь назад, грабитель падает в ящик с гвоздями…

## В ролях
- Питер Кушинг — владелец антикварной лавки
- Иэн Бэннен — Кристофер Лоу
- Иэн Кармайкл — Реджи Уоррен
- Диана Дорс — Мейбл Лоу
- Маргарет Лейтон — мадам Орлофф
- Дональд Плезенс — Джим Андервуд
- Найри Даун Портер — Сьюзан Уоррен
- Дэвид Уорнер — Эдвард Чарльтон
- Иэн Огилви[англ.] — Уильям Ситон
- Лесли-Энн Даун — Розмари Ситон
- Джек Уотсон — сэр Майкл Синклер
- Анджела Плезенс — Эмили Андервуд
- Венди Элнутт — Памела
- Розалинд Эйрс — проститутка, первая жертва Эдварда
- Томми Годфри — мистер Джеффрис
- Бен Ховард — Пол Бриггс
- Джон О’Фэррелл — Стивен Лоу
- Марсель Стейнер — обитатель зеркала